# Gravity
Gravity е десетият студиен албум на ирландката група „Уестлайф“, издаден през ноември 2010. Албумът достига номер 3 във Великобритания и първо място в Ирландия. Продаден е в общо 300 хиляди копия и получава платинена сертификация. Издаден е един единствен сингъл Safe.

## Списък с песните

### Оригинален траклист
1. Beautiful Tonight – 4:00
2. Safe – 3:53
3. Chances – 4:46
4. I Will Reach You – 3:21
5. Closer – 4:06
6. The Reason – 3:54
7. Tell Me It's Love – 4:18
8. I Get Weak – 3:42
9. Before It's Too Late – 4:09
10. No One's Gonna Sleep Tonight – 3:53
11. Difference in Me – 3:29
12. Too Hard to Say Goodbye – 4:44

### Японско издание
1. Please Stay – 3:43

### Немско издание
1. Safe (видеоклип)	– 3:59